# First Division 1913-1914
La First Division 1913-1914 è stata la 26ª edizione della massima serie del campionato inglese di calcio, disputato tra il 1º settembre 1913 e il 27 aprile 1914 e concluso con la vittoria del Blackburn, al suo secondo titolo.
Capocannoniere del torneo è stato George Elliott (Middlesbrough) con 32 reti.

## Squadre partecipanti
| Club            | Stagione | Città               | Stadio               | Stagione precedente                   |
| --------------- | -------- | ------------------- | -------------------- | ------------------------------------- |
| Aston Villa     | dettagli | Birmingham          | Villa Park           | 2º posto in First Division            |
| Blackburn       | dettagli | Blackburn           | Ewood Park           | 5º posto in First Division            |
| Bolton          | dettagli | Bolton              | Burnden Park         | 8º posto in First Division            |
| Bradford City   | dettagli | Bradford            | Valley Parade        | 13º posto in First Division           |
| Burnley         | dettagli | Burnley             | Turf Moor            | 2º posto in Second Division, promosso |
| Chelsea         | dettagli | Londra              | Stamford Bridge      | 18º posto in First Division           |
| Derby County    | dettagli | Derby               | Baseball Ground      | 7º posto in First Division            |
| Everton         | dettagli | Liverpool           | Goodison Park        | 11º posto in First Division           |
| Liverpool       | dettagli | Liverpool           | Anfield              | 12º posto in First Division           |
| Manchester City | dettagli | Manchester          | Hyde Road            | 6º posto in First Division            |
| Manchester Utd  | dettagli | Manchester          | Old Trafford         | 4º posto in First Division            |
| Middlesbrough   | dettagli | Middlesbrough       | Ayresome Park        | 16º posto in First Division           |
| Newcastle Utd   | dettagli | Newcastle upon Tyne | St James' Park       | 14º posto in First Division           |
| Oldham Athletic | dettagli | Oldham              | Boundary Park        | 9º posto in First Division            |
| Preston N.E.    | dettagli | Preston             | Deepdale             | 1º posto in Second Division, promosso |
| Sheffield Utd   | dettagli | Sheffield           | Bramall Lane         | 15º posto in First Division           |
| Sheffield Weds  | dettagli | Sheffield           | Hillsborough Stadium | 3º posto in First Division            |
| Sunderland      | dettagli | Sunderland          | Roker Park           | 1º posto in First Division            |
| Tottenham       | dettagli | Londra              | White Hart Lane      | 17º posto in First Division           |
| West Bromwich   | dettagli | West Bromwich       | The Hawthorns        | 10º posto in First Division           |

## Classifica finale
|       | Pos. | Squadra         | Pt | G  | V  | N  | P  | GF | GS | Med   |
| ----- | ---- | --------------- | -- | -- | -- | -- | -- | -- | -- | ----- |
|       | 1.   | Blackburn       | 51 | 38 | 20 | 11 | 7  | 78 | 42 | 1.857 |
|       | 2.   | Aston Villa     | 44 | 38 | 19 | 6  | 13 | 65 | 50 | 1.300 |
|       | 3.   | Middlesbrough   | 43 | 38 | 19 | 5  | 14 | 77 | 60 | 1.283 |
|       | 4.   | Oldham Athletic | 43 | 38 | 17 | 9  | 12 | 55 | 45 | 1.222 |
|       | 5.   | West Bromwich   | 43 | 38 | 15 | 13 | 10 | 46 | 42 | 1.095 |
|       | 6.   | Bolton          | 42 | 38 | 16 | 10 | 12 | 65 | 52 | 1.250 |
|       | 7.   | Sunderland      | 40 | 38 | 17 | 6  | 15 | 63 | 52 | 1.212 |
|       | 8.   | Chelsea         | 39 | 38 | 16 | 7  | 15 | 46 | 55 | 0.836 |
|       | 9.   | Bradford City   | 38 | 38 | 12 | 14 | 12 | 40 | 40 | 1.000 |
|       | 10.  | Sheffield Utd   | 37 | 38 | 16 | 5  | 17 | 63 | 60 | 1.050 |
|       | 11.  | Newcastle Utd   | 37 | 38 | 13 | 11 | 14 | 39 | 48 | 0.813 |
| [ 2 ] | 12.  | Burnley         | 36 | 38 | 12 | 12 | 14 | 61 | 53 | 1.151 |
|       | 13.  | Manchester City | 36 | 38 | 14 | 8  | 16 | 51 | 53 | 0.962 |
|       | 14.  | Manchester Utd  | 36 | 38 | 15 | 6  | 17 | 52 | 62 | 0.839 |
|       | 15.  | Everton         | 35 | 38 | 12 | 11 | 15 | 46 | 55 | 0.836 |
|       | 16.  | Liverpool       | 35 | 38 | 14 | 7  | 17 | 46 | 62 | 0.742 |
|       | 17.  | Tottenham       | 34 | 38 | 12 | 10 | 16 | 50 | 62 | 0.806 |
|       | 18.  | Sheffield Weds  | 34 | 38 | 13 | 8  | 17 | 53 | 70 | 0.757 |
|       | 19.  | Preston N.E.    | 30 | 38 | 12 | 6  | 20 | 52 | 69 | 0.754 |
|       | 20.  | Derby County    | 27 | 38 | 8  | 11 | 19 | 55 | 71 | 0.775 |

Legenda:
      Campione d'Inghilterra.
      Retrocessa in Second Division.
Regolamento:
Due punti a vittoria, uno a pareggio, zero a sconfitta.
A parità di punti le squadre venivano classificate secondo il quoziente reti.

## Risultati

### Tabellone
|                 | Ast  | Bla  | Bol  | Bra  | Bur  | Che  | Der  | Eve  | Liv  | MaC  | MaU  | Mid  | New  | Old  | PNE  | ShU  | ShW  | Sun  | Tot  | WBA  |
| --------------- | ---- | ---- | ---- | ---- | ---- | ---- | ---- | ---- | ---- | ---- | ---- | ---- | ---- | ---- | ---- | ---- | ---- | ---- | ---- | ---- |
| Aston Villa     | –––– | 1-3  | 1-0  | 0-1  | 1-0  | 1-2  | 3-2  | 3-1  | 2-1  | 1-1  | 3-1  | 1-3  | 1-3  | 0-0  | 3-0  | 3-0  | 2-0  | 5-0  | 3-3  | 2-0  |
| Blackburn       | 0-0  | –––– | 3-2  | 0-0  | 0-0  | 3-1  | 3-1  | 6-0  | 6-2  | 2-1  | 0-1  | 6-0  | 3-0  | 2-1  | 5-0  | 3-2  | 3-2  | 3-1  | 1-1  | 2-0  |
| Bolton          | 3-0  | 1-0  | –––– | 3-0  | 0-0  | 1-1  | 3-1  | 0-0  | 2-1  | 3-0  | 6-1  | 1-1  | 3-1  | 6-2  | 0-3  | 3-1  | 0-1  | 2-1  | 3-0  | 1-0  |
| Bradford City   | 0-0  | 0-2  | 5-1  | –––– | 1-1  | 0-0  | 0-0  | 0-1  | 1-0  | 3-2  | 1-1  | 2-3  | 2-0  | 0-1  | 0-0  | 2-1  | 3-1  | 0-2  | 2-1  | 1-0  |
| Burnley         | 4-0  | 1-2  | 2-2  | 2-2  | –––– | 6-1  | 5-1  | 2-0  | 5-2  | 2-0  | 1-2  | 1-2  | 1-0  | 2-0  | 3-4  | 0-0  | 3-0  | 0-1  | 3-1  | 0-0  |
| Chelsea         | 0-3  | 2-0  | 2-1  | 2-1  | 0-0  | –––– | 2-1  | 2-0  | 3-0  | 1-0  | 0-2  | 3-2  | 0-1  | 2-1  | 2-0  | 2-0  | 2-1  | 1-1  | 1-3  | 1-1  |
| Derby County    | 0-2  | 2-3  | 3-3  | 3-1  | 3-1  | 0-1  | –––– | 1-0  | 1-1  | 2-4  | 4-2  | 2-2  | 2-0  | 1-2  | 0-1  | 3-5  | 1-1  | 1-1  | 4-0  | 1-2  |
| Everton         | 1-4  | 0-0  | 1-1  | 1-1  | 1-1  | 0-0  | 5-0  | –––– | 1-2  | 1-0  | 5-0  | 2-0  | 2-0  | 0-2  | 2-0  | 5-0  | 1-1  | 1-5  | 1-1  | 2-0  |
| Liverpool       | 0-1  | 3-3  | 2-1  | 0-1  | 1-1  | 3-0  | 1-0  | 1-2  | –––– | 4-2  | 1-2  | 2-1  | 0-0  | 0-3  | 3-1  | 2-1  | 1-2  | 1-3  | 2-1  | 0-0  |
| Manchester City | 3-1  | 1-2  | 0-1  | 1-0  | 4-1  | 2-1  | 1-2  | 1-1  | 1-0  | –––– | 0-2  | 1-1  | 0-1  | 2-1  | 1-1  | 2-1  | 1-2  | 3-1  | 2-1  | 2-3  |
| Manchester Utd  | 0-6  | 0-0  | 0-1  | 1-1  | 0-1  | 0-1  | 3-3  | 0-1  | 3-0  | 0-1  | –––– | 0-1  | 2-2  | 4-1  | 3-0  | 2-1  | 2-1  | 3-1  | 3-1  | 1-0  |
| Middlesbrough   | 5-2  | 3-0  | 2-3  | 1-1  | 2-1  | 2-0  | 3-2  | 2-0  | 4-0  | 2-0  | 3-1  | –––– | 3-0  | 0-0  | 4-1  | 2-3  | 5-2  | 3-4  | 6-0  | 3-0  |
| Newcastle Utd   | 2-2  | 0-0  | 4-3  | 0-0  | 3-1  | 1-0  | 1-1  | 0-1  | 1-2  | 0-1  | 0-1  | 1-0  | –––– | 0-0  | 2-0  | 2-1  | 3-1  | 2-1  | 2-0  | 3-3  |
| Oldham Athletic | 0-1  | 1-1  | 2-0  | 3-1  | 1-1  | 3-2  | 0-0  | 2-0  | 2-2  | 1-3  | 2-2  | 3-0  | 3-0  | –––– | 1-0  | 1-2  | 2-0  | 2-1  | 3-0  | 2-0  |
| Preston N.E.    | 3-2  | 1-5  | 1-1  | 2-1  | 2-1  | 3-3  | 2-0  | 1-0  | 0-1  | 2-2  | 4-2  | 4-1  | 4-1  | 0-1  | –––– | 2-4  | 5-0  | 2-2  | 1-2  | 0-2  |
| Sheffield Utd   | 3-0  | 1-1  | 2-0  | 1-1  | 5-0  | 3-2  | 2-2  | 4-1  | 0-1  | 1-3  | 2-0  | 3-1  | 2-0  | 2-1  | 2-0  | –––– | 0-1  | 1-0  | 1-4  | 1-1  |
| Sheffield Weds  | 2-3  | 3-1  | 1-1  | 1-3  | 2-6  | 3-0  | 1-3  | 2-2  | 4-1  | 2-2  | 1-3  | 2-0  | 0-0  | 1-2  | 2-1  | 2-1  | –––– | 2-1  | 2-0  | 1-4  |
| Sunderland      | 2-0  | 2-1  | 3-2  | 0-1  | 1-1  | 2-0  | 1-0  | 5-2  | 1-2  | 0-0  | 2-0  | 4-2  | 1-2  | 2-0  | 3-1  | 1-2  | 0-1  | –––– | 2-0  | 0-0  |
| Tottenham       | 0-2  | 3-3  | 3-0  | 0-0  | 2-0  | 1-2  | 1-1  | 4-1  | 0-0  | 3-1  | 2-1  | 0-1  | 0-0  | 3-1  | 1-0  | 2-1  | 1-1  | 1-4  | –––– | 3-0  |
| West Bromwich   | 1-0  | 2-0  | 1-1  | 2-1  | 4-1  | 3-1  | 2-1  | 1-1  | 0-1  | 0-0  | 2-1  | 2-1  | 1-1  | 2-2  | 1-0  | 2-1  | 1-1  | 2-1  | 1-1  | –––– |